# Baroness
A Baroness amerikai metalegyüttes 2003-ban alakult Savannah-ban, Georgia államban. 2007-ig, első nagylemezük megjelenéséig, három EP-t adtak ki. Nagylemezeik különböző színekről kapták címüket. A Relapse Records kiadásában megjelent Red Album című bemutatkozó nagylemezüket az amerikai Revolver zenei magazin az "Év albumának" választotta. Yellow & Green albumuk turnéján, 2012. augusztus 15-én, az együttes balesetet szenvedett, melyben az énekes John Baizley bal keze és bal lába eltört, Allen Blickle dobosnak és Matt Maggioni basszusgitárosnak pedig a gerince sérült meg. A Relapse szerződés lejártával a Baroness Purple című negyedik albuma már saját, Abraxan Hymns elnevezésű, kiadójuknál jelent meg. A lemezről a Shock Me című dalt Grammy-díjra jelölték a "Best Metal Performance" kategóriában.
A Baroness Red Album című bemutatkozó nagylemeze szerepel a Rolling Stone magazin 2017-ben összeállított Minden idők 100 legjobb metalalbuma listáján, a 83. helyen.

## Tagok
Jelenlegi felállás
- John Baizley – gitár, ének, billentyűsök, ütősök (2003–napjainkig)
- Nick Jost – basszusgitár, billentyűsök (2013–napjainkig)
- Sebastian Thomson – dobok, ütősök (2013–napjainkig)
- Gina Gleason – gitár (2017–napjainkig)

Korábbi tagok
- Allen Blickle – dobok (2003–2013)
- Summer Welch – basszusgitár (2003–2012)
- Tim Loose – gitár (2003–2005)
- Brian Blickle – gitár (2006–2008)
- Peter Adams – gitár (2008–2017)
- Matt Maggioni – basszusgitár (2012–2013)

## Diszkográfia
Stúdióalbumok
- Red Album (2007)
- Blue Record (2009)
- Yellow & Green (2012)
- Purple (2015)
- Gold & Grey (2019)

EP-k
- First (EP, 2004)
- Second (EP, 2005)

Koncertalbumok
- Live at Roadburn (2009)
- Live at Maida Vale (EP, 2013)

Egyéb kiadványok
- A Grey Sigh in a Flower Husk (split, 2007)

## Fordítás
Ez a szócikk részben vagy egészben  a   Baroness című angol Wikipédia-szócikk fordításán alapul.  Az eredeti cikk szerkesztőit annak laptörténete sorolja fel. Ez a jelzés csupán a megfogalmazás eredetét és a szerzői jogokat jelzi, nem szolgál a cikkben szereplő információk forrásmegjelöléseként.